# Romain Sicard
Romain Sicard (ur. 1 stycznia 1988 w Bajonnie) – francuski kolarz szosowy i torowy, zawodnik profesjonalnej grupy Direct Énergie.

## Najważniejsze osiągnięcia
- 2008
  -  1. miejsce w mistrzostwach Francji (scratch)
- 2009
  -  1. miejsce w mistrzostwach świata (do lat 23, start wspólny)
  - 1. miejsce w Tour de l’Avenir
    - 1. miejsce na 8. etapie

  - 1. miejsce w Subida al Naranco
  - 1. miejsce na 2. etapie Ronde de l’Isard